# Maluti Sky
Maluti Sky era uma companhia aérea com sede em Maseru, Lesoto. Oferecia voos regulares e voos charter. A companhia aérea foi fundada em 2009 como MGC Airlines. No entanto, a companhia aérea encerrou as operações em 2017 devido a problemas financeiros.

## História
A Maluti Sky foi fundada em 2009 como MGC Airlines.
Em abril de 2012, a companhia aérea recebeu seu primeiro Bombardier CRJ200, seguido por um segundo em 2013. As aeronaves foram inicialmente utilizadas em voos charter e por outras companhias aéreas africanas. Em junho de 2015, a MGC Airlines foi renomeada para Maluti Sky.
Em 29 de março de 2016, a companhia aérea lançou operações regulares com voos para Joanesburgo de Maseru usando o Bombardier CRJ200. A Maluti Sky encerrou as operações em julho de 2017.

## Frota

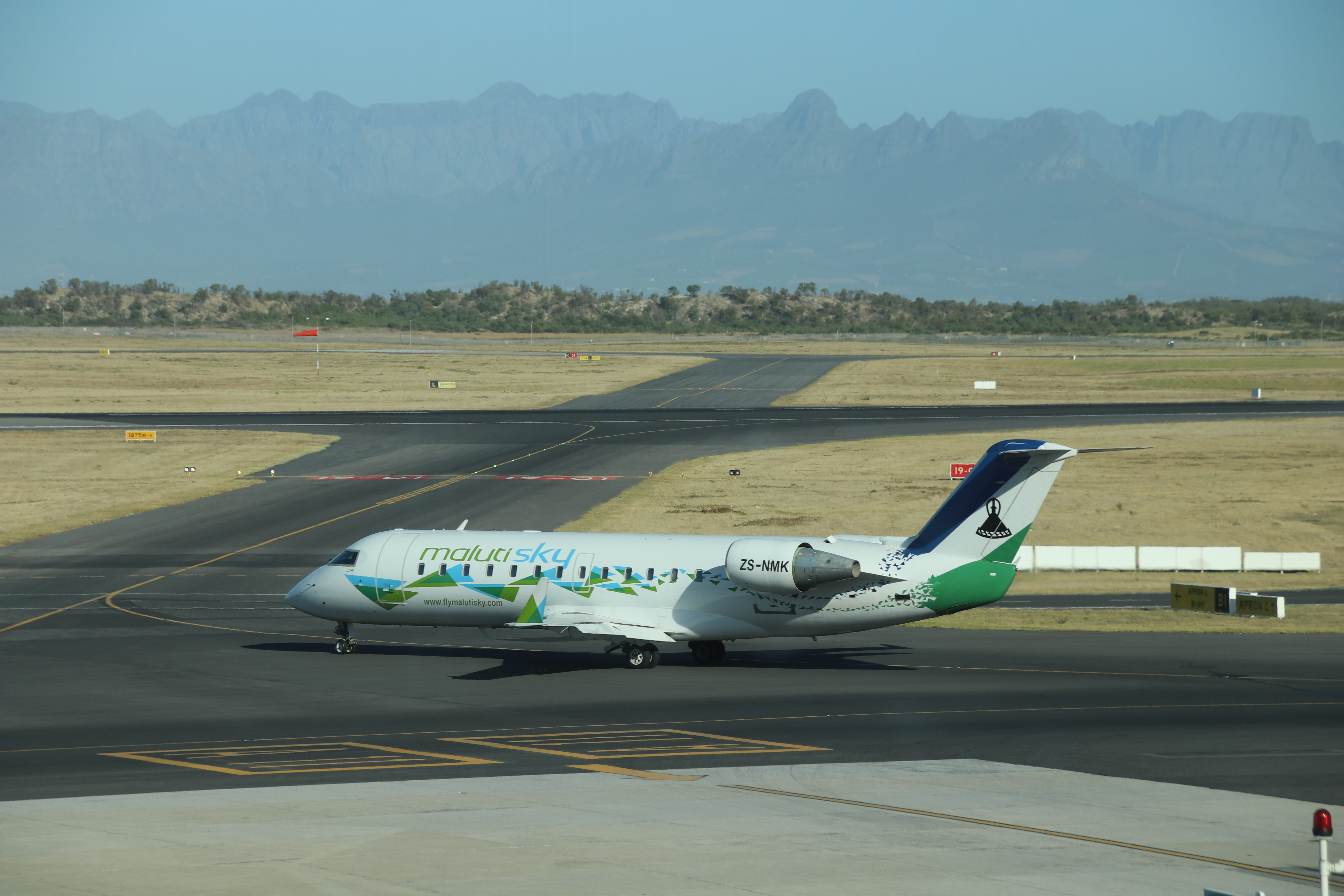
Um Bombardier CRJ200 da Maluti Sky

A frota da Maluti Sky consistia nas seguintes aeronaves:
| Aeronaves         | Em Serviço | Ordens | Passageiros | Notas |
| ----------------- | ---------- | ------ | ----------- | ----- |
| Bombardier CRJ200 | 2          | –      | 50          |       |
| Total             | 2          | 0      |             |       |